# Cannes-et-Clairan
Cannes-et-Clairan település Franciaországban, Gard megyében. Lakosainak száma 610 fő (2022. január 1.). Cannes-et-Clairan Bragassargues, Crespian, Montmirat, Moulézan, Orthoux-Sérignac-Quilhan, Puechredon, Saint-Théodorit és Vic-le-Fesq községekkel határos.

## Népesség
A település népességének változása:
| Lakosok száma | 203  | 171  | 210  | 369  | 575  | 552  | 540  | 533  | 559  | 610  |
|               | 1968 | 1982 | 1990 | 2006 | 2013 | 2015 | 2017 | 2019 | 2020 | 2022 |